# Championnat de Slovénie de football 1999-2000
Navigation
Saison précédente Saison suivante
La saison 1999-2000 du Championnat de Slovénie de football était la 9e édition de la première division slovène à poule unique, la PrvaLiga. Les 12 meilleurs clubs slovènes jouent les uns contre les autres à trois reprises durant la saison. En fin de saison, les deux derniers du classement sont directement relégués et remplacés par les deux meilleurs clubs de D2.
C'est le Maribor Teatanic, triple champion de Slovénie en titre, qui termine à nouveau en tête du championnat et remporte son 4e titre de champion. Le Maribor réussit un cavalier seul puisqu'il devance de 19 points le HIT Gorica et de 23 points le NK Rudar Velenje.

## Les 12 clubs participants
| - Olimpija Ljubljana - Maribor Teatanic - NK Domžale - HIT Gorica - NK Mura - NK Pohorje - Promu de D2 | - Publikum Celje - NK Rudar Velenje - Potrošnik Beltinci - NK Korotan Suvel Prevalje - NK Primorje - NK Dravograd - Promu de D2 |

## Compétition

### Classement
Le barème de points servant à établir le classement se décompose ainsi :
- Victoire : 3 points
- Match nul : 1 point
- Défaite : 0 point

| Rang | Équipe                    | Pts | J  | G  | N  | P  | Bp | Bc | Diff |
| ---- | ------------------------- | --- | -- | -- | -- | -- | -- | -- | ---- |
| 1    | Maribor Teatanic (T)      | 81  | 33 | 25 | 6  | 2  | 90 | 30 | +60  |
| 2    | HIT Gorica                | 62  | 33 | 19 | 5  | 9  | 55 | 34 | +21  |
| 3    | NK Rudar Velenje          | 58  | 33 | 17 | 7  | 9  | 49 | 35 | +14  |
| 4    | NK Korotan Suvel Prevalje | 52  | 33 | 15 | 7  | 11 | 58 | 43 | +15  |
| 5    | NK Primorje               | 50  | 33 | 13 | 11 | 9  | 56 | 49 | +7   |
| 6    | Publikum Celje            | 47  | 33 | 11 | 14 | 8  | 53 | 45 | +8   |
| 7    | Olimpija Ljubljana (C)    | 46  | 33 | 14 | 4  | 15 | 64 | 58 | +6   |
| 8    | NK Dravograd (P)          | 43  | 33 | 11 | 10 | 12 | 44 | 54 | -10  |
| 9    | NK Domžale                | 41  | 33 | 11 | 8  | 14 | 50 | 51 | -1   |
| 10   | NK Mura                   | 36  | 33 | 10 | 6  | 17 | 47 | 53 | -6   |
| 11   | NK Pohorje (P)            | 18  | 33 | 4  | 6  | 23 | 26 | 73 | -47  |
| 12   | Potrošnik Beltinci        | 15  | 33 | 3  | 6  | 24 | 21 | 88 | -67  |

|  | Qualification pour la Ligue des champions 2000-2001                                           |
|  | Qualification pour la Coupe UEFA 2000-2001                                                    |
|  | Qualification pour la Coupe Intertoto 2000                                                    |
|  | Relégation directe en deuxième division                                                       |
|  | (T) Tenant du titre (C) Vainqueur de la Coupe de Slovénie (P) Club promu de deuxième division |

## Bilan de la saison
| Championnat de Slovénie de football 1999-2000 |                               |
| Champion                                      | Maribor Teatanic (4e titre)   |
| Coupes et trophées                            |                               |
| Vainqueur de la Coupe de Slovénie 1999-2000   | Olimpija Ljubljana            |
| Qualifications continentales                  |                               |
| Ligue des champions 2000-2001                 | Maribor Teatanic              |
| Coupe UEFA 2000-2001                          | HIT Gorica                    |
| Coupe UEFA 2000-2001                          | Olimpija Ljubljana            |
| Coupe Intertoto 2000                          | NK Primorje                   |
| Promotions et relégations                     |                               |
| Promus en PrvaLiga                            | NK FC Koper MND Tabor Sežana  |
| Relégués en Division 2                        | NK Pohorje Potrošnik Beltinci |